# Марксборо (Нью-Джерсі)
Марксборо (англ. Marksboro) — переписна місцевість (CDP) в США, в окрузі Воррен штату Нью-Джерсі. Населення — 186 осіб (2020).

## Географія
Марксборо розташоване за координатами 40°59′11″ пн. ш. 74°54′16″ зх. д. / 40.98639° пн. ш. 74.90444° зх. д. (40.986418, -74.904367).  За даними Бюро перепису населення США в 2010 році переписна місцевість мала площу 0,84 км², з яких 0,83 км² — суходіл та 0,01 км² — водойми.

## Демографія
Згідно з переписом 2010 року, у переписній місцевості мешкали 82 особи в 30 домогосподарствах у складі 25 родин. Густота населення становила 98 осіб/км².  Було 36 помешкань (43/км²).
Расовий склад населення:
| - 97,6 % — білих - 1,2 % — чорних або афроамериканців - 1,2 % — азіатів |

До двох чи більше рас належало 0,0 %. Частка іспаномовних становила 0,0 % від усіх жителів.
За віковим діапазоном населення розподілялося таким чином: 22,0 % — особи молодші 18 років, 64,6 % — особи у віці 18—64 років, 13,4 % — особи у віці 65 років та старші. Медіана віку мешканця становила 47,7 року. На 100 осіб жіночої статі у переписній місцевості припадало 110,3 чоловіків;  на 100 жінок у віці від 18 років та старших — 93,9 чоловіків також старших 18 років.
Цивільне працевлаштоване населення становило 65 осіб. Основні галузі зайнятості: мистецтво, розваги та відпочинок — 30,8 %, будівництво — 23,1 %, роздрібна торгівля — 10,8 %, публічна адміністрація — 10,8 %.